# 네투레이 카르타

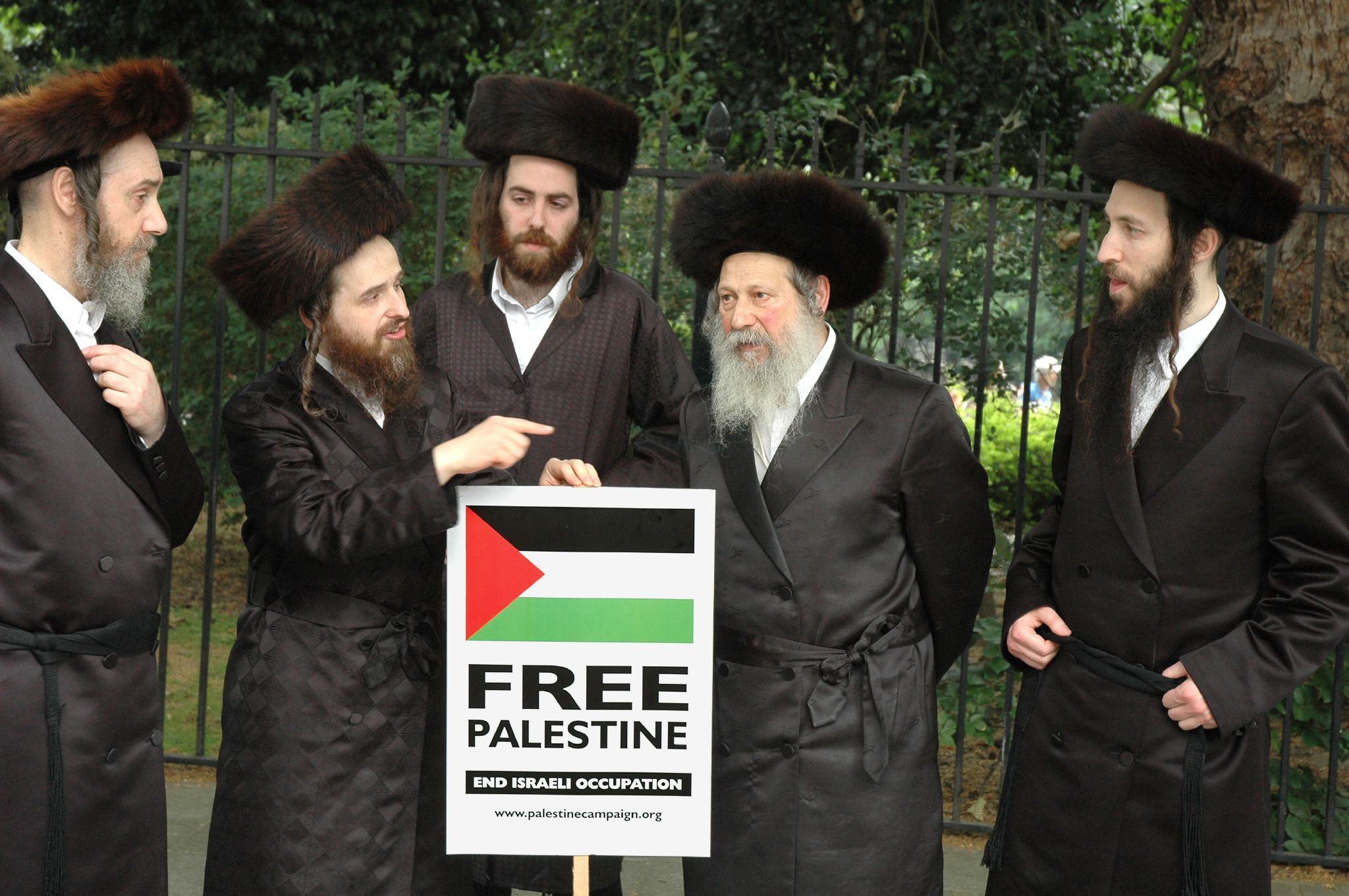

네투레이 카르타(Neturei Karta)는 시온주의에 반대하여 현재의 이스라엘을 부정하는 하레디파이다. 이들은 유대교 교리에 따라 메시아가 강림해야 이스라엘 국가가 세워진다는 점과 이스라엘이 팔레스타인에게 비인도적 행위를 저지르는 점을 지적하여 시오니즘을 반대한다.